# Patrick S. Moore
Patrick S. Moore (Seattle, 21 de outubro de 1956) é um epidemiologista e virologista estadunidense, conhecido pela descoberta de dois vírus tumorais humanos.

## vida
Patrick Moore estudou química e biologia de 1974 a 1977 no Westminster College em Salt Lake City até obter o bacharelado, e de 1977 a 1980 química na Universidade Stanford até obter um mestrado. Seguiu para a Universidade de Utah no College of Medicine estudando anatomia de 1980 a 1985 obtendo um M.D. e adicionalmente um Master of Philosophy (MPhil). Em 1989 seguiu para a Universidade da Califórnia em Berkeley, obtendo em 1990 um Master of Public Health (M.P.H.).
Recebeu juntamente com Yuan Chang o Prêmio Meyenburg de 1997, o Prêmio Robert Koch de 1998, o Prêmio Charles S. Mott de 2003 e o Prêmio Paul Ehrlich e Ludwig Darmstaedter de 2017 e o Prêmio Passano de 2017. 